# Parhippolyte rukuensis
Parhippolyte rukuensis is een garnalensoort uit de familie van de Barbouriidae. De wetenschappelijke naam van de soort is voor het eerst geldig gepubliceerd in 2007 door Burukovsky.